# Wolfsdorfer Tor

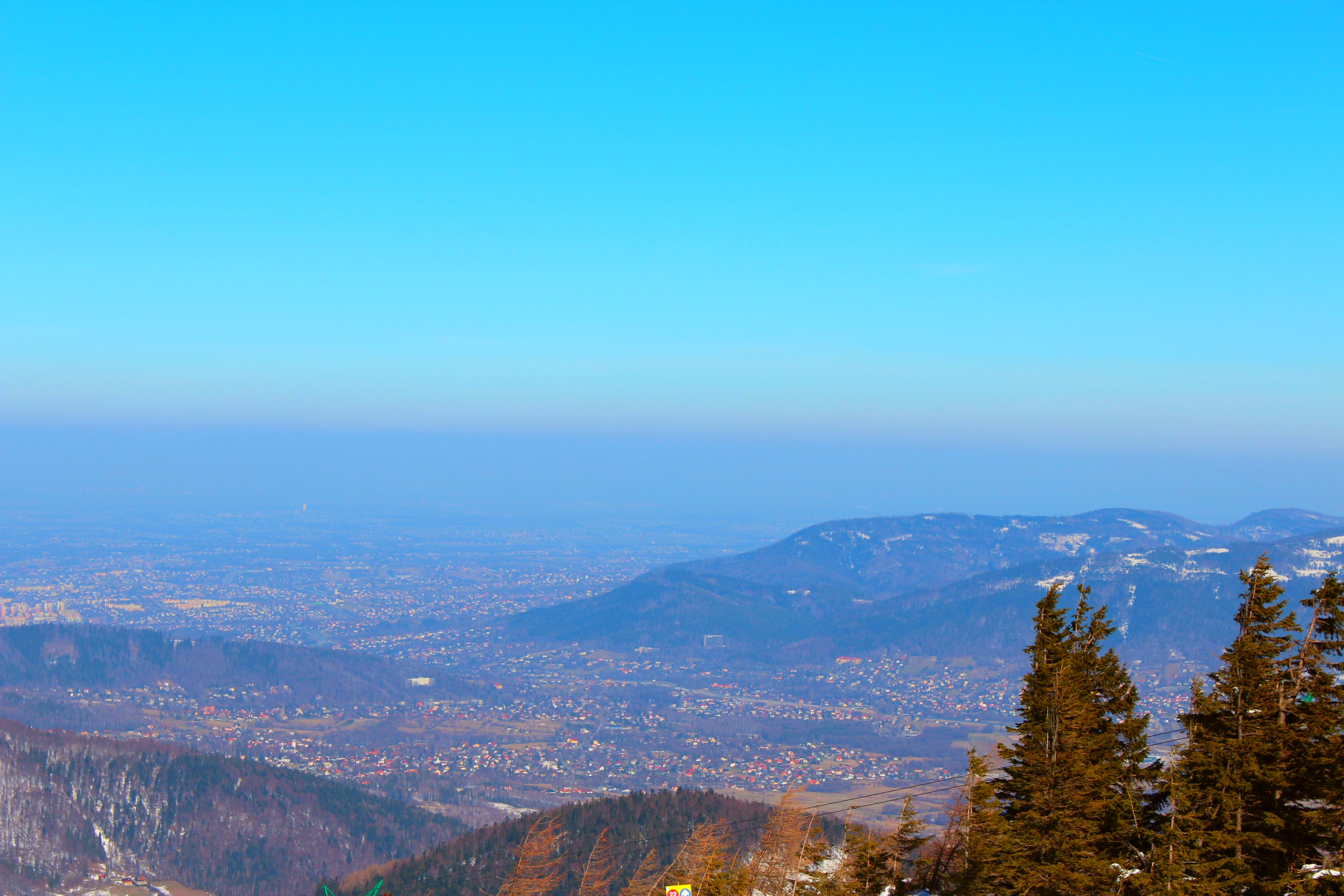
Blick von Skrzyczne

Das Wolfsdorfer Tor (polnisch: Brama Wilkowicka) ist ein Gebirgspass im Süden der polnischen Woiwodschaft Schlesien zwischen den Schlesischen Beskiden im Westen und den Kleinen Beskiden im Osten. Der Pass verbindet das Tal der Weichsel (Schlesisches Vorgebirge) im Norden mit dem Tal der Soła (Saybuscher Becken) im Süden. Der Pass ist 415 m n.p.m. hoch und fünf km breit. Er ist nach dem nahe gelegenen Ort Wilkowice benannt. Über den Pass wurde das Saybuscher Becken besiedelt, später führte über ihn eine wichtige Handelsstraße von Polen nach Ungarn.

## Tourismus
- Seit 1878 führt über den Pass eine Eisenbahnstrecke.
- Über den Pass führt die Schnellstraße Schnellstraße S1.